# Балка Мамаєва
Балка Мамаєва — балка (річка) в Україні у Верхньодніпровському районі Дніпропетровської області. Ліва притока річки Домоткані (басейн Дніпра).

## Опис
Довжина балки приблизно 8,20 км, найкоротша відстань між витоком і гирлом — 7,52 км, коефіцієнт звивистості річки — 1,09. Формується декількома струмками та загатами. На деяких ділянках балка пересихає.

## Розташування
Бере початок на східній околиці села Попівка. Тече переважно на північний схід і в селі Якимівка впадає в річку Домоткань, праву притоку річки Дніпра.

## Цікаві факти
- Від витоку балки на північній стороні на відстані приблизно 1,41 км пролягає автошлях М0446[3] (автомобільний шлях територіального значення у Дніпропетровській області. Пролягає територією Верхньодніпровського району через Верхньодніпровськ — Пушкарівку — Лихівку. Загальна довжина — 25,9 км.).
- У XX столітті на балці існували скотний двір, газгольдер та газові свердловини[1], а у XIX столітті — декілька вітряних млинів[2].